# Ortilia lirina
Ortilia lirina är en fjärilsart som beskrevs av Johannes Karl Max Röber 1913. Ortilia lirina ingår i släktet Ortilia och familjen praktfjärilar. Inga underarter finns listade i Catalogue of Life.